# S'more
S'more (navnet er en sammentrækning af "give me some more") er en slags slik eller dessert, der er populær i USA og Canada, og som er meget let at lave. Det er en "sandwich" lavet med grahamskiks. Inde i sandwichen lægger man først en smule chokolade og derefter en grillet skumfidus (marshmallow), og derefter klapper man den sammen.
Opskriften skal være opstået blandt amerikanske pigespejdere omkring 1927.
Note
1. ↑  Oocities.com: The s'more (engelsk)